# Blindeninformationssystem
Das Blindeninformationssystem (BLIS) ist ein Fahrgastinformationssystem, das insbesondere sehbehinderten Menschen eine einfache und sichere Möglichkeit der Nutzung des ÖPNV eröffnet.
Dazu werden die Fahrgäste mit einem Minifunksender ausgestattet, auf dem drei Tasten angebracht sind. Bei jedem Tastendruck wird ein codiertes Datentelegramm an das Fahrzeug gesendet. Bei Einfahrt des Zuges oder Busses kann der Fahrgast die Taste 1 drücken, dann wird durch die Außenlautsprecher am Fahrzeug die Linie und das Ziel angesagt. Drückt der Fahrgast die Taste 2, wird dem Fahrzeugführer am IBIS-Gerät (Integriertes Bordinformationssystem) eine akustische und optische Meldung angezeigt. Der Fahrer kann sich nun besonders auf den barrierefreien Fahrgastwechsel für Behinderte konzentrieren. Sitzt der behinderte Fahrgast im Fahrzeug, kann er mithilfe der Taste 3 die Haltestellenansage wiederholen lassen, falls er sie nicht verstanden haben sollte.
Erstmals in Deutschland nutzt dieses System die DVB AG (Dresdner Verkehrsbetriebe AG); seit 2005 sind dort alle neuen Fahrzeuge mit BLIS versehen. Das System wurde bei den Prager Verkehrsbetrieben entwickelt und von dort übernommen. Ausgestattet sind alle Niederflurfahrzeuge. 